# Padda
59°52′31″N 10°46′12″Ø / 59.87528°N 10.77000°Ø
Padda, eller Skilpadda, er en lille ø på ca. 3 hektar, i Oslofjorden. Den ligger midt i Paddehavet, ud for Bekkelaget og omkranset af Ulvøya, Malmøya og Ormøya.
Paddehavet er et småbådsområde, og på Padda er der havn og oplagsplads værksted og optagningskran for småbåde. Fra fastlandet er der gangbro over til Padda. På toppen af øen er der betonfundamenter fra tyskernes virksomhed under 2. verdenskrig. Oslo kommune overtog ejendommen i 1996.
Der er fra 2008 et plantefredningsområde på øen. Tidligere hed øen Tistelholmen, et navn som vistnok skal komme af fuglenavnet tejst. Lige sydvest for Padda ligger Galteskjær, også kaldet Kaffeskjæret. Her var det tidligere stativ for tørring af fiskenet.